# Campeonato Carioca Série B2
Il Campeonato Carioca Série C è il quarto e ultimo livello calcistico nello stato di Rio de Janeiro, in Brasile.

## Stagione 2019
- Ação (Rio de Janeiro)
- Arturzinho (Rio de Janeiro)
- Atlético Carioca (São Gonçalo)
- Brasileirinho (Rio de Janeiro)
- Búzios (Armação dos Búzios)
- CAAC Brasil (Rio de Janeiro)
- Campo Grande (Rio de Janeiro)
- Ceres (Rio de Janeiro)
- EC Resende (Resende)
- Heliópolis (Belford Roxo)
- Itaperuna (Itaperuna)
- Paduano (Santo Antônio de Pádua)
- Paraíba do Sul (Paraíba do Sul)
- São Cristóvão (Rio de Janeiro)
- São José (Itaperuna)
- Teresópolis (Teresópolis)
- Tomazinho (São João de Meriti)

## Albo d'oro
- 1991 - Barreira
- 1992 - Anchieta
- 1993 - Apollo
- 1994 - Cardoso Moreira
- 1995 - Tio Sam
- 1996 - Vera Cruz
- 1997 - Cosmos
- 1998 - Anchieta
- 2000 - Casimiro de Abreu
- 2017 - Pérolas Negras
- 2018 - Mageense
- 2019 - Ceres

## Palmarès
| Squadra           | Città             | Titoli |
| ----------------- | ----------------- | ------ |
| Anchieta          | Rio de Janeiro    | 2      |
| Apollo            | Arraial do Cabo   | 1      |
| Barreira          | Saquarema         | 1      |
| Cardoso Moreira   | Cardoso Moreira   | 1      |
| Casimiro de Abreu | Casimiro de Abreu | 1      |
| Cosmos            | São Gonçalo       | 1      |
| Tio Sam           | Niterói           | 1      |
| Vera Cruz         | Angra dos Reis    | 1      |
| Ceres             | Rio de Janeiro    | 2      |